# Омфала
Омфала (на старогръцки: Ὀμφάλη, Omphale) в древногръцката митология e дъщеря на бога на река Иардан (Ἰάρδανος); съпруга, впоследствие вдовица на Тмол (бога на планината), царица на Меония (Лидия).
Омфала е най-вече известна като втората съпруга на Херакъл. Той трябва да служи като роб след убийството на Ифит и е купен от Омфала, при която служи една или три години. Когато царицата разбира кой е той, се жени за него. Тя му ражда двама или трима сина (Лам, Агелай, Тирсен). От сляпа любов към нея той започнал да облича женски дрехи, да преде вълна и да върши други женски работи, а тя носела неговата лъвска кожа и боздугана му. Когато му изтекъл срока на наказанието, героят напуска Омфала.